# Thalész
Milétoszi Thalész (Milétosz, Kr. e. 624 körül – Kr. e. 546 körül). A hét bölcs egyike, a matematika és filozófia atyja, a materialista milétoszi filozófiai iskola első képviselője, a legkorábbi görög természetfilozófus. Ő az első olyan görög matematikus, akinek neve fennmaradt.

## Élete
Thalész (görögül: Θαλης) a kis-ázsiai Milétoszban született a föníciai Examinosz és a kár származású Kleobuliné gyermekeként, előkelő családban. Olajjal kereskedett, beutazta az akkor ismert művelt világot Mezopotámiától Egyiptomig. Politikai tanácsadóként is ismert, például az ión városok szövetkezését támogatta a perzsa fenyegetés ellensúlyozására. Elméleti ismereteit a gyakorlatban is kamatoztatta, így már életében nagy elismerésre tett szert. Az olümpiai játékok megtekintése közben halt meg.
Thalész volt a ión avagy milétoszi filozófiai iskola megalapítója, és ezzel a legkorábbi görög természetfilozófus – azaz olyasvalaki, aki a dolgok összességének mint egésznek a természetét kutatta. Ő volt az első, aki nem valamiféle istenek akaratából származtatta a világot, hanem megpróbált materialista magyarázatot találni arra, hogyan és milyen anyagokból is keletkezhetett az.
Thalész mérnök volt Milétoszban. Diogenész Laertiosz szerint járt Egyiptomban is, ahol gyakran találkozott papokkal, ezért  jelent meg filozófiájában az egyiptomi kultúra néhány eleme is. Így például a világot a vízből származtatta és azt gondolta, hogy az a vízen lebeg. Emellett úgy vélte, hogy a természetben semmi nem szűnik meg, nem pusztul el, hanem őselemeire bomlik: ebből az őselemből keletkezik és ebben semmisül meg.
Thalész foglalkozott csillagászati megfigyelésekkel és olyan kozmológiai problémákkal is, mint például a Föld stabilitása. Azt, hogy foglalkoztatta a világ szerkezetének magyarázata, jól példázza, hogy előre jelezte (ld. Hérodotosz I. 74) azt a Kr. e. 585. május 28-i napfogyatkozást, ami állítólag hozzájárult a lüdök és médek háborújának befejezéséhez. Lehet, hogy Babilonban jutott hozzá az ottani papok feljegyzéseihez: ők vallási célból már Kr. e. 721-től teljes és részleges napfogyatkozásokat is megfigyeltek. Az is lehetséges, hogy egyiptomi útján jutott ehhez az ismerethez. Csillagászati munkásságára utal az alábbi feljegyzés: „Thalész azt tanítja, hogy a Fiastyúk reggeli lenyugvása az őszi nap-éj egyenlőség után huszonöt nappal következik be.”
Thalész tanítványa volt a szintén milétoszi Anaximandrosz (Kr. e. 611 k. – 546), aki az első világtérképet készítette.

## Írásai
Írásos műve nem maradt fenn, így munkásságát Diogenész Laertiosz, Hérodotosz, Kallimakhosz, Sztobaiosz, Szimplikiosz (p. 23) műveiből és Arisztotelész (De Caelo (II.13: 294 a 28) Metafizika (I.3:983 b 6)) című könyvéből ismerjük – bár Arisztotelész csak közvetett módon, mások tájékoztatása alapján ismerhette tanításait, ezért mindig elővigyázatosan fogalmazott, amikor Thalészról volt szó.
A doxográfusok kétellyel viszonyultak Thalész műveihez. Diogenész Laertiosz szerint írott művet valószínűleg nem hagyott hátra, sőt a neki tulajdonított, az alexandriai könyvtárban őrzött Hajózási Csillagászat könyv szamoszi Phókosz műve. Bár ugyanitt azt is megemlíti, hogy vannak olyan feltevések, miszerint írt még két művet, a Napéjegyenlőségről és A napfordulóról. Diogenész véleményét a Hajózási Csillagászat könyvről Plutarkhosz is osztotta, hozzátéve azt is, hogy a kérdéses mű versben íródott. Hészükhiosz viszont tett egy olyan említést miszerint „… írt az égi dolgokról epikus versekben, a napéjegyenlőségről és sok egyebet.”

## Munkássága
Őt tekintjük az első nyugati filozófusnak.
Úgy vélte, hogy mindennek az alapja a víz, hiszen minden élő ebből születik, és ekként végzi; szerinte a szárazföld is a vízen úszik.

### A víz
Az, hogy Thalész a dolgok alapanyagának (arkhéjának) a vizet tekintette, Arisztotelész következtetése. Arisztotelész feltételezte, hogy Thalész az élőlények születését és táplálkozását megfigyelve jutott arra a hitre, hogy az egyes élőlények születéséhez és fennmaradásához leginkább nedvességre van szükség. Úgy látta, hogy minden dolog tápláléka nedves, sőt maga a hő is a nedvességből ered és él. Így például nedvesség van a növényekben, nedvesség van az ételekben, a mag is tartalmaz nedvességet – a sziklák és a halottak viszont gyorsan kiszáradnak. A víz, pontosabban a nedvesség a dolgok lelke, a teremtett világ lényege. A föld valamiképpen megszilárdult víz, azonban nem tudjuk miként képzelte ezt az átalakulást (ami nem jelenti, hogy ne lett volna erről valamilyen elmélete).
Kozmológiájának keleti eredetéről tanúskodik az a neki tulajdonított állítás, mely szerint a föld fadarabként úszik a vízen. Egyiptomban a földet a vízen úszó, lapos tányérnak képzelték. Babiloniában Apszú és Tiámat képviselte az ősi vizeket. Marduk szétszakította Tiámat testét: így jött létre a föld és az ég, Apszú pedig a föld alatti víz lett.Valamint ő állapította meg hogy a Föld 75% vízből áll.

### A világ istenekkel van tele
Arisztotelész A lélekről című írásában azt írja, hogy Thalész úgy gondolta, hogy az egész világnak valamiképpen eleven és lélekkel felruházott lénye: „Egyesek azt állítják, hogy a lélek az egész mindenségben elvegyült. Talán ezért hitte Thalész, hogy minden istenekkel van tele."
Azt vallotta, hogy a világ jelenségei élő sajátosságokat mutatnak, mindennek lelke van – ezt a szemléletet „hülozoistá”-nak (hülé – anyag, és zoé – élet) nevezik. Azt állította, hogy a világ istenekkel van tele, és a látszólag élettelen dolgoknak is van lelkük. Példaként a mágnest és a borostyánt hozta fel.

## Matematikai és műszaki felfedezései

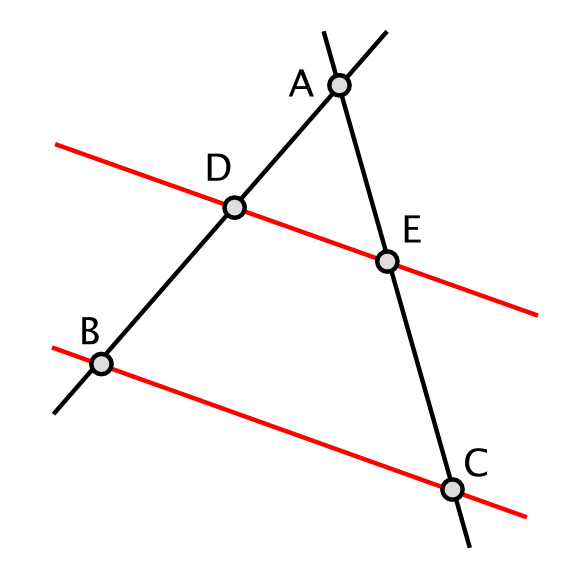
Thalész egyik felfedezése a Párhuzamos szelők tétele

Neki tulajdonítják a szög fogalmának bevezetését és a csúcsszögek egyenlőségének belátását. Hasonlóképpen ő látta be, hogy két háromszög egybevágó, ha megegyezik egy oldaluk és az azon fekvő két szög. Megállapította, hogy a háromszög szögeinek összege 180 fok és megfogalmazta a geometria egyik legelső alaptételét, a róla elnevezett Thalész-tételt. Ennek nyomán a valamely szakasz fölé rajzolt kört (azt a kört, aminek az adott szakasz az átmérője) a szakasz Thalész-körének nevezzük.
Szintén az ő eredménye a párhuzamos szelők tétele, és ezért a tételt egyes nyelveken (olasz, francia, spanyol, orosz) kis Thalész-tétel vagy Thalész első tétele néven említik. (A magyar szóhasználatban Thalész-tételként emlegetett állítás ezeken a nyelveken a nagy Thalész-tétel vagy Thalész második tétele.)
A rhodoszi Hieronümosz a piramisok magasságának megmérését Thalésznak tulajdonította:
Hieronümosz azt mondja, hogy árnyékuk segítségével megmérte a piramis magasságát. Ehhez megfigyelte azt a pillanatot, amikor a bot árnyéka éppen olyan hosszú, mint amilyen magas.
(Diogenész Laertiosz: Híres filozófusok élete I. 27)
Eudémosz Thalész találmányának tartotta a tengeren úszó hajók távolságának mérésére szolgáló eszközt. Ha ismerjük a megfigyelő tengerszint feletti magasságát, ez a számítás elvégezhető egy primitív, egy körző két szárához hasonlóan összeillesztett pálcákból álló szintezővel (egy pálca a látóvonal, a másik a hozzávetőleges szintvonal számára).
Vízóra szerkesztését is tulajdonítják neki.
Proklosz, Eudémoszt követve, további három tételt tulajdonított Thalésznak:
1. A kört az átmérője felezi.
2. Az egyenlő szárú háromszög alapján fekvő szögek egyenlőek.
3. A szemben álló csúcsszögek egyenlőek.

## Anekdoták Thalészról
Platón Theaitétosz c. művében, és Arisztotelész Politika című írásában is olvashatunk Thalészról feljegyzéseket:
…,amikor csillagászati megfigyelései közben fölfele nézve beleesett egy gödörbe, egy elmés és csinos thrák szolgálólány kigúnyolta, mondván, hogy erősen vágyik ugyan az égi dolgok ismeretére, de fogalma sincs arról, ami háta mögött és a lába előtt van.
(Platón: Theaetetus 174 A)
Midőn ugyanis szegénysége miatt folyton azt hányták szemére, hogy a filozófia haszontalan, kifigyelte, mint mondják, csillagászati úton, hogy bő olajtermés lesz, s még télen előteremtett egy kevés pénzt, és valamennyi milétoszi és khioszi olajsajtóra foglalót adott, majd olcsón kibérelte őket, mivel senki sem ígért többet; mikor aztán elérkezett a megfelelő alkalom, egyszerre és hirtelen nagy kereslet támadt, s ekkor ő olyan áron adta az övéit bérbe, ahogy akarta, s így sok pénzt halmozva össze, bebizonyította, hogy könnyű megvagyonosodniuk a filozófusoknak, ha éppen akarnák; csakhogy nem ez az, amire törekszenek.
(Arisztotelész: Politika I 11: 1259 a 9)
Neki tulajdonított mondás:
- Az „Ismerd meg önmagad! (Gnóthi szeauton)” a delphoi jósdához vezető úton volt olvasható (A körülbelül 1000 éve működő delphoi jósdát i. e. 590 körül foglalták el az athéniak, amikor is a másik híres görög bölcs, Szolón volt a vezérük. Ettől kezdve Athén gondoskodott a jósda „politikai függetlenségéről”. (A jósda falán olvasható másik híres mondást, miszerint „Mindent mértékkel! (Méden agan)”, Szolónnak tulajdonítják.)[9]